# 1398
Năm 1398 là một năm trong lịch Julius.